# Черновол Михайло Іванович
Черновол Михайло Іванович (25 травня 1950, с. Велика Виска, Кіровоградська область) — український вчений у галузі створення та відновлення сільськогосподарської техніки, доктор технічних наук, професор, академік Національної академії аграрних наук України, академік Інженерної академії України. Заслужений діяч науки і техніки України. Ректор Центральноукраїнського національного технічного університету, голова ради ректорів Кіровоградської області.

## Біографія
Народився 25 травня 1950 року в с. Велика Виска Маловисківського району Кіровоградської області.
У 1972 році закінчив Кіровоградський інститут сільськогосподарського машинобудування, за спеціальністю — інженер-механік. Після закінчення навчання залишився викладати в інституті, у 1982—1987 роках завідував кафедрою, у 1994—1995 роках став проректором з наукової роботи. З 1996 року і по теперішній час[коли?] — ректор Центральноукраїнського національного технічного університету.
1977 року захистив кандидатську дисертацію на тему «Дослідження процесу утворення осаду та властивостей електрометричних металополімерних покриттів на основі заліза для ремонту автотракторних деталей», 1992-го — докторську дисертацію на тему «Технічні основи відновлення деталей сільськогосподарської техніки композиційними покриттями».

## Наукова діяльність
Наукова діяльність Михайла Черновола пов'язана з проблематикою надійності та ремонту сільськогосподарської техніки. Він заснував наукову школу з розробки технологічних методів підвищення надійності та відновлення деталей, вузлів та агрегатів сільськогосподарських машин, створив технологічні основи відновлення деталей сільськогосподарської техніки композиційними покриттями систем метал-кераміка та метал-полімер; розробив науково-методичні основи проєктування композиційних покрить триботехнічного призначення для відновлення деталей, теоретичні основи процесів нанесення композиційних покрить на поверхні деталей сільськогосподарських машин; цілий ряд технологічних методів відновлення і зміцнення деталей сільськогосподарської техніки; вдосконалено конструкцію і технологію виготовлення та ремонту шестеренних насосів типу НШ.
Михайло Черновол є автором понад 280 наукових праць у вітчизняних та зарубіжних виданнях, у тому числі 4 монографії, 3 брошури, 16 підручників та навчальних посібників, 40 авторських свідоцтв та патентів. Під його керівництвом підготовлені та захищені сім кандидатських дисертацій.
15 жовтня 2020 року обраний академіком Національної академії аграрних наук України. [Архівовано 24 жовтня 2020 у Wayback Machine.]

### Основні праці
1. Комбинированные металлополимерные материалы и покрытия. — К.: Техніка, 1983. — 169 с.
2. Повышение качества восстановления деталей машин. — К. Техніка, 1989. — 169 с.
3. Упрочнение и восстановление деталей машин композиционными покрытиями. — К.: Вища школа, 1992.
4. Шестеренные насосы с асимметричной линией зацепления шестерен. Теория, конструкция, расчет. — Кировоград: Код, 2009. — 257 с.
5. Надійність сільськогосподарської техніки. — Кіровоград: Код, 2010. — 320 с.

## Громадська діяльність
З 15 липня 2003 року по 5 березня 2004 року обіймав посаду голови Кіровоградської обласної державної адміністрації. Був депутатом обласної ради V скликання. Є членом Народної партії.

## Нагороди
- Заслужений діяч науки і техніки України (1997)
- Орден «За заслуги» II ступеня (2010)[1]
- Орден «За заслуги» III ступеня (2004)
- Подяка Президента України
- Почесні грамоти Міністерства освіти та науки України та Кабінету Міністрів України.